# Heleomyza czernyi
Heleomyza czernyi är en tvåvingeart som först beskrevs av Garrett 1962.  Heleomyza czernyi ingår i släktet Heleomyza och familjen myllflugor.
Artens utbredningsområde är New Mexico. Inga underarter finns listade i Catalogue of Life.